# Adam Harvey
Pour les articles homonymes, voir Harvey.
 (mai 2024).
La mise en forme du texte ne suit pas les recommandations de Wikipédia : il faut le « wikifier ».
Les points d'amélioration suivants sont les cas les plus fréquents :
- Les titres sont pré-formatés par le logiciel. Ils ne sont ni en capitales, ni en gras.
- Le texte ne doit pas être écrit en capitales (les noms de famille non plus), ni en gras, ni en italique, ni en « petit »…
- Le gras n'est utilisé que pour surligner le titre de l'article dans l'introduction, une seule fois.
- L'italique est rarement utilisé : mots en langue étrangère, titres d'œuvres, noms de bateaux, etc.
- Les citations ne sont pas en italique mais en corps de texte normal. Elles sont entourées par des guillemets français : « et ».
- Les listes à puces sont à éviter, des paragraphes rédigés étant largement préférés. Les tableaux sont à réserver à la présentation de données structurées (résultats, etc.).
- Les appels de note de bas de page (petits chiffres en exposant, introduits par l'outil «  Source ») sont à placer entre la fin de phrase et le point final[comme ça].
- Les liens internes (vers d'autres articles de Wikipédia) sont à choisir avec parcimonie. Créez des liens vers des articles approfondissant le sujet. Les termes génériques sans rapport avec le sujet sont à éviter, ainsi que les répétitions de liens vers un même terme.
- Les liens externes sont à placer uniquement dans une section « Liens externes », à la fin de l'article. Ces liens sont à choisir avec parcimonie suivant les règles définies. Si un lien sert de source à l'article, son insertion dans le texte est à faire par les notes de bas de page.
- La présentation des références doit suivre les conventions bibliographiques. Il est recommandé d'utiliser les modèles {{Ouvrage}}, {{Chapitre}}, {{Article}}, {{Lien web}} et/ou {{Bibliographie}}. Le mode d'édition visuel peut mettre en forme automatiquement les références.
- Insérer une infobox (cadre d'informations à droite) n'est pas obligatoire pour parachever la mise en page.

Pour une aide détaillée, merci de consulter Aide:Wikification.
Si vous pensez que ces points ont été résolus, vous pouvez retirer ce bandeau et améliorer la mise en forme d'un autre article.
Adam Harvey est un artiste et chercheur américain, travaillant à Berlin dont les travaux portent sur la vision par ordinateur, l'image numérique et la contre-surveillance et mêlent art et technologies.

## Éducation
Harvey a obtenu son bachelor à l'université d'État de Pennsylvanie en génie mécanique. Pendant ses études, il s'est investi dans le journal de l'école, The Daily Collegian, en tant que photojournaliste. C'est à cette période qu'il a commencé à s'intéresser aux médias numériques et à la photographie.
Après avoir travaillé pendant quatre ans en tant que web designer et photographe, Harvey retourne étudier à l'université de New York. Il obtient un master en suivant l'Interactive Telecommunications Program dans lequel il étudie la photographie et les technologies numériques.

## Carrière
Dans ses travaux autour de la photographie et des technologies, Harvey aborde les thèmes de reconnaissance faciale, surveillance, anti-surveillance et art,. Il est aujourd'hui designer et chercheur indépendant à Berlin. Il s'intéresse aux impacts de la technologie depuis son premier travail en tant que photographe indépendant à New York. Harvey est contre le recours à la surveillance et estime que les gens doivent comprendre les technologies sous-jacentes. Dans une interview avec ArtBlog, Harvey a déclaré qu'il avait organisé des évènements militants contre la surveillance et qu'il avait toujours souhaité protester contre l'état de surveillance.
Plusieurs technologies tentent de tromper les systèmes de détection de visage en utilisant des masques anti-reconnaissance faciale. Harvey s'inscrit dans cette démarche avec la création de son projet notable de camouflage, CV Dazzle. CV Dazzle – CV pour computer vision – transforme des images de visages en formules mathématiques pour tromper le logiciel de reconnaissance faciale afin de minimiser la surveillance. Il met en œuvre plusieurs techniques de camouflage, tels que le maquillage, l’obscurcissement des yeux et l’utilisation d’objets pour masquer la structure du visage d’une personne.
Il a mené un autre projet, Think Privacy qui est une campagne publicitaire mondiale demandant aux individus de réfléchir à ce qu'ils font avec leurs données. Les affiches réalisées comprennent des phrases telles que « Les données ne meurent jamais » et « Le selfie d'aujourd'hui est le profil biométrique de demain ».
Harvey est également un intervenant enthousiaste qui a pris la parole lors de plusieurs conférences telles que TED, notamment à TEDxVilnius à Vilnius, en Lituanie.
Le travail de Harvey a été largement présenté dans les médias, notamment la BBC, le Spiegel, le Washington Post, le New York Times, Wired, The Atlantic et le Financial Times ; et présenté dans des institutions, des musées et des évènements de renommée internationale.
Adam Harvey a également enseigné à l'université de New York (son alma mater), travaillé pour NEW INC., une organisation artistique qui a produit le New Art Museum de New York, et réalisé d'autres œuvres technologiques qui sont détaillées sur son site personnel.
Harvey continue d'innover avec ses travaux sur les informations biométriques latentes dans l'imagerie basse résolution, ainsi que sur les logiciels et concepts d'anti-surveillance et de reconnaissance faciale. Depuis avril 2020, Harvey travaille également sur ses projets de VFrame, un logiciel de vision par ordinateur, et MegaPixels.

## Travaux et projets notables
- CV Dazzle - Applique des techniques de camouflage dans la mode, notamment des reflets éblouissant pour échapper aux logiciels de reconnaissance faciale[8].
- Stealth Wear – Une mode qui propose des sweats à capuche et des burqas pour répondre à la montée de la surveillance dans l'espace public[15].
- SkyLift - un dispositif d'usurpation de géolocalisation.
- MegaPixels - interroger les chaînes logistiques en matière d'information sur la reconnaissance faciale.
- Camoflash - Un dispositif anti-paparazzi à LED[16].
- Think Privacy- Propagande sur la confidentialité à travers des affiches et des visualisations pour mettre en évidence la hausse de la surveillance dans notre monde[17].
- Off Pocket - Une poche de pantalon pour couper tout signal vers son téléphone[2].